# Hilton Waikoloa Village USTA Challenger 2008
L'Hilton Waikoloa Village USTA Challenger 2008 è stato un torneo di tennis facente parte della categoria ATP Challenger Series nell'ambito dell'ATP Challenger Series 2008. Il torneo si è giocato a Waikoloa negli Stati Uniti dal 21 al 27 gennaio 2008 su campi in cemento e aveva un montepremi di $35 000+H.

## Vincitori

### Singolare
Lu Yen-hsun ha battuto in finale  Vince Spadea con il punteggio di 6–2 6–0

### Doppio
Scott Lipsky /  David Martin hanno battuto in finale  Satoshi Iwabuchi /  Gō Soeda con il punteggio di 6–4 5–7 (10–7)